# She (テレビドラマ)
『She』（シー）は、2015年4月18日から毎週土曜23:40 - 翌0:05に、フジテレビ系の「土ドラ」枠で放送された、日本のテレビドラマ。
2014年10月18日から本枠放送時間帯でバラエティー番組『ミレニアムズ』を開始することから、同年9月をもって「土ドラ」枠は一旦廃枠となったが、2015年4月から土曜23:40 - 翌0:05の25分枠で第2期として再開する第1弾として放送された。主演は連ドラ初主演の松岡茉優。
また、本枠が第2期に入ることから、「fresh&edgy」というコンセプトを表すかのように、このドラマは「主人公不在」という実験的なスタイルになっており、撮影は長回しと手持ちカメラを多用するドキュメンタリー方式（いわゆるモキュメンタリー）で行われた。

## あらすじ
学年で一番の美女と評判の荻原あづさが忽然と姿を消した。あづさの一番の親友・西澤涼子が、あづさ失踪の理由とその裏に潜む真実に近づいていこうとする中で、残された4人の秘密が暴かれていく。

## 登場人物
西澤涼子
演 - 松岡茉優
あづさの一番の親友で、学園有数の才女。クールな性格。将来はジャーナリスト志望。カメラで生徒達に聞き取り調査を行う。
荻原あづさ
演 - 中条あやみ
ある日忽然と姿を消した「学年で一番の美女」。成績優秀で性格も良かった。
山本沙綾
演 - 竹富聖花
あづさと学年のクイーンの座をかけて、トップ争いをしていた「自称・学年のクイーン」。
奥村千里
演 - 森川葵
学園では全く目立たない、地味な存在。
江藤美百合
演 - 清水くるみ
可もなく不可もない、ブレイク願望がある少女。
村岡晴人
演 - 成田凌
あづさの恋人。学園一のイケメンで、バドミントン部では県大会で優勝するほどの腕前を持つ。
広瀬祐喜
演 - 白洲迅
晴人の友人。イケメンでチャラ男。
荻原みづき
演 - 霧島れいか
あづさの母親。あづさと仲は良いが過度に愛情を注いでいる。
川上
演 - 郭智博
警察官。
森下
演 - 最所美咲
教師。
藤井玲花〈3〉（15年前）
演 - 古城蛍月
15年前、入院中に行方不明になった女の子。
荻原あづさ〈3〉（15年前）
演 - 保榮茂愛
奥村千里が持っていた幼少期の写真に写っている。

## スタッフ
- 脚本 - 安達奈緒子
- 演出 - 山内大典、北坊信一
- 音楽 - ［Alexandros］
- 編成企画 - 太田大
- プロデュース - 上久保友貴
- 制作 - フジテレビ
- 制作著作 - 共同テレビ

## 放送日程
| 話数   | 放送日  | サブタイトル                                            | 演出     |
| ------ | ------- | ------------------------------------------------------- | -------- |
| 第1話  | 4月18日 | 姿を消したNO.1美少女! 衝撃青春サスペンス                | 山内大典 |
| 第2話  | 4月25日 | 結末は土下座 衝撃の青春サスペンス 嘘つきは私            | 山内大典 |
| 第3話  | 5月02日 | カメラが捉えた衝撃! これがJKの実態…今夜裏の顔を全て暴露 | 山内大典 |
| 第4話  | 5月09日 | 今夜謎が暴露 青春サスペンス! 犯人は“彼女”               | 北坊信一 |
| 最終話 | 5月16日 | ラスト10分全て覆る! 真実は想像を超える…                 | 北坊信一 |